# Егудин, Владимир Ильич
Егудин Владимир Ильич (1944-2011) - начальник Государственной налоговой инспекции в городе Симферополе, народный депутат Украины.

## Биография
Родился 8 июня 1944 года в пгт. Красногвардейское, Крымская область в семье служащих, еврей.
Образование: Крымский сельскохозяйственный институт (1961-1966), учёный-агроном.
- 1966-1970 годы — помощник главного винодела, главный винодел, колхоз «Дружба народов» Красногвардейского района.
- С 1970 — директор совхоза «Урожайный» Симферопольского района, с 1980 — директор совхоза «Гвардейский» Симферопольского района.
- С 1984 — начальник областного объединения «Крымплодовощехоз», с 1986 — прим. гл. агропром. комитета Крым. обл. и. о. нач. объединения «Крымплодоовощ, впоследствии генеральный директор агропромышленного комбината «Крым».
- 03.1993 — глава  Государственного агропромышленного комитета при СМ АРК.
- Депутат Верховного Совета Крыма 1-го созыва (1991-1994) от Партии экономического возрождения Крыма.
- сентябрь 1993 - апрель 1994 — министр сельского хозяйства и продовольствия КМ АРК.
- Народный депутат Украины 2 созыва — с июля 1994 (1-й тур) до апреля 1998, Красногвардейский избирательный округ N 39 Республики Крым, выдвинут избирателями. Председатель подкомитета по вопросам приватизации в агропромышленном комплексе Комитета по вопросам АПК, земельных ресурсов и социального развития села. Член группы «Возрождение и развитие агропромышленного комплекса Украины» (до этого — член группы «Аграрники Украины»). На время выборов - глава Ассоциации овощеводов Крыма (с 1989 года).

- В 1998-2000 годах - председатель правления ОАО «Республиканская оптово-розничная база «Крым».
- В 2000-2002 годах – председатель Государственной налоговой инспекции города Симферополя.
- В 2002-2005 годах - заместитель председателя Государственной налоговой администрации АРК.

Умер 9 января 2011 года.

## Награды
Орден «Знак Почета» (1978). Заслуженный работник сельского хозяйства Украины (11.1997).